# Dibombari
Dibombari är en ort i Kamerun.   Den ligger i regionen Kustregionen, i den sydvästra delen av landet, 210 km väster om huvudstaden Yaoundé. Dibombari ligger 57 meter över havet och antalet invånare är 4 811.
Terrängen runt Dibombari är platt. Trakten runt Dibombari är ganska tätbefolkad, med 90 invånare per kvadratkilometer. Närmaste större samhälle är Douala, 15,4 km söder om Dibombari. I omgivningarna runt Dibombari växer i huvudsak städsegrön lövskog.